# Puchar COSAFA 2000
COSAFA Cup 2000 – odbył się w dniach od 5 marca do 27 sierpnia 2000 roku. W turnieju wystartowało 11 drużyn narodowych:
- Angola
- Botswana
- Lesotho
- Malawi
- Mauritius
- Mozambik
- Namibia
- Południowa Afryka
- Suazi
- Zambia
- Zimbabwe

Zwycięzcą turnieju zostało Zimbabwe.

## Runda kwalifikacyjna
| 5 marca 2000 | Zimbabwe · Joël Lupahla 69' · Mpitsa Marai 89' sam. | 2:10:1 | Lesotho · 9' Masupha Majara | Harare, Zimbabwe Widzów: ? Sędzia: Kuedza Nchengwa (Botswana) |
|              |                                                     |        |                             |                                                               |

| 25 marca 2000 | Zambia · Mark Sinyangwe 7' · Harry Milanzi 32' · Chaswe Nsofwa 89' | 3:02:0 | Botswana | Lusaka, Zambia Widzów: 10000 Sędzia: Youngson Chilenda (Malawi) |
|               |                                                                    |        |          |                                                                 |

| 15 kwietnia 2000 | Malawi · Daniel Chitsulo 5' · Mike Kumanga 9' | 2:12:0 | Mozambik · Amide 59' | Blantyre, Malawi Widzów: ? Sędzia: Kizito Ndoro (Zimbabwe) |
|                  |                                               |        |                      |                                                            |

| 29 kwietnia 2000 | Republika Południowej Afryki · Patrick Mayo 13' · Godfrey Sapula 69' · Siyabonga Nomvete 78' | 3:01:0 | Mauritius | Phokeng, RPA Widzów: 10000 Sędzia: Aaron Nkole (Zambia) |
|                  |                                                                                              |        |           |                                                         |

## Ćwierćfinały
| 14 maja 2000 | Zimbabwe · Luke Petros 67' · William Mugeyi 68' · Luke Petros 76' | 3:20:0 | Namibia · 79' Colin Benjamin · 89' Robert Nauseb | Harare, Zimbabwe Widzów: 15000 Sędzia: Antonio Massango (Mozambik) |
|              |                                                                   |        |                                                  |                                                                    |

| 20 maja 2000                                                                        | Malawi | 0:0 k. 4:5                                     | Angola | Blantyre, Malawi Widzów: ? Sędzia: Petros Mathebela (RPA) |
|                                                                                     |        |                                                |        |                                                           |
|                                                                                     |        | Rzuty karne                                    |        |                                                           |
| Dan Chitsulo · Patrick Mabedi · Albert Mpinganjira · Derek Somanje · Essau Kanyenda |        | Vitor Covilha · Bodunha · Miro · Renato · Joni |        |                                                           |

| 11 czerwca 2000                                                  | Lestho | 0:0 k. 3:1                                                  | Zambia | Maseru, Lesotho Widzów: 6000 Sędzia: Sunday Mlangeni (Suazi) |
|                                                                  |        |                                                             |        |                                                              |
|                                                                  |        | Rzuty karne                                                 |        |                                                              |
| Malefetsane Pheko · Molefe Makhele · Eric Makara · Tseliso Thite |        | Jones Mwewa · Denis Lota · Sandros Kumwenda · Harry Milanzi |        |                                                              |

| 18 czerwca 2000 | Republika Południowej Afryki · Delron Buckley 11' · Delron Buckley 18' | 2:0 | Suazi | Witbank, RPA Widzów: 14000 Sędzia: Paul Pomane (Lesotho) |
|                 |                                                                        |     |       |                                                          |

## Półfinały
| 23 lipca 2000 | Lesotho · Motlatsi Maseela 84' · Teele Ntsonyana 89' | 2:10:1 | Angola · 30' Akwá | Maseru, Lesotho Widzów: 4000 Sędzia: Alousious Sesikwe (Botswana) |
|               |                                                      |        |                   |                                                                   |

| 29 lipca 2000 | Republika Południowej Afryki | 0:1 | Zimbabwe · 11' Kaitano Tembo | Port Elizabeth, RPA Widzów: 15000 Sędzia: Mangaliso Langwenywa (Suazi) |
|               |                              |     |                              |                                                                        |

## Finał
| 13 sierpnia 2000 | Lesotho | 0:30:2 | Zimbabwe · 9' sam. Thabang Mahlakajoe · 41' William Mugeyi · 52' Luke Petros | Maseru, Lesotho Widzów: 25000 Sędzia: Rajanand Nunkoo (Mauritius) |
|                  |         |        |                                                                              |                                                                   |

| 27 sierpnia 2000 | Zimbabwe · Luke Petros 15' · Robson Chisango 75' · Benjamin Mwaruwaru 78' | 3:01:0 | Lesotho | Bulawayo, Zimbabwe Widzów: 35000 Sędzia: Robin Williams (RPA) |
|                  |                                                                           |        |         |                                                               |

## Strzelcy
W turnieju zdobyto 27 bramek. Oto ich zdobywcy:
4 gole: 
- Luke Petros

2 gole
- Delron Buckley
- William Mugeyi

1 gol
- Akwá
- Masupha Majara
- Motlatsi Maseela
- Teele Ntsonyana
- Daniel Chitsulo
- Mike Kumanga
- Amide
- Patrick Mayo
- Siyabonga Nomvete
- Godfrey Sapula
- Harry Milanzi
- Chaswe Nsofwa
- Mark Sinyangwe
- Robson Chisango
- Joël Lupahla
- Benjamin Mwaruwaru
- Masauso Tembo

Gole samobójcze: 
- Thabang Mahlakajoe (dla Zimbabwe)
- Mpitsa Marai (dla Zimbabwe)

## Żółte kartki
Na turnieju arbitrzy pokazali 38 żółtych kartek. Oto ich „zdobywcy” (w kolejności od piłkarza, który dostał żółtą kartkę najwcześniej):
- Thulani Ncube (30', mecz Zimbabwe-Lesotho)
- Ronald Sibanda (35', mecz Zimbabwe-Lesotho)
- Tseliso Thite (43', mecz Zimbabwe-Lesotho)
- Barney Marman (10', mecz Zambia-Botswana)
- Masauso Tembo (29', mecz Zambia-Botswana)
- Mano-Mano (8', mecz Mozambik-Malawi)
- Orwin Castel (13', mecz RPA-Mauritius)
- Eric Philogene (22', mecz RPA-Mauritius)
- Steve Curpanen (52', mecz RPA-Mauritius)
- Andrew Rabutla (59', mecz RPA-Mauritius)
- Mohamed Ouseb (70', mecz Zimbabwe-Namibia)
- Alois Bunjira (71', mecz Zimbabwe-Namibia)
- Walter Chuma (89', mecz Zimbabwe-Namibia)
- John Maduka (44', mecz Malawi-Angola)
- Dereck Somanje (76', mecz Malawi-Angola)
- Yamba Asha (39', mecz Malawi-Angola)
- Teele Ntsonyana (38', mecz Lesotho-Zambia)
- Gift Kampamba (38', mecz Lesotho-Zambia)
- Motlatsi Maseela (62', mecz Lesotho-Zambia)
- Andrew Sinkala (63', mecz Lesotho-Zambia)
- Jerry Gamedze (30', mecz RPA-Suazi)
- Phumlani Mkhize (33', mecz RPA-Suazi)
- Siza Dlamini (44', mecz RPA-Suazi)
- Andrew Rabutla (51', mecz RPA-Suazi)
- Siyabonga Nomvete (56', mecz RPA-Suazi)
- Thabo Mngomeni (56', mecz RPA-Suazi)
- Sifiso Mkhulisi (67', mecz RPA-Suazi)
- Malefetsane Pheko (36', mecz Lesotho-Angola)
- Helder Vicente (44', mecz Lesotho-Angola)
- Edson Cata (53', mecz Lesotho-Angola)
- Silas (75', mecz Lesotho-Angola)
- Antonio Neto (89', mecz Lesotho-Angola)
- Kaitano Tembo (20', mecz RPA-Zimbabwe)
- Warren Lewis (29', mecz RPA-Zimbabwe)
- Blessing Makunike (44', mecz RPA-Zimbabwe)
- Matthew Booth (61', mecz RPA-Zimbabwe)
- Peter Ndlovu (62', mecz RPA-Zimbabwe)
- Tsepo Hlojeng (88', mecz Zimbabwe-Lesotho)

## Czerwone kartki
Na turnieju sędziowie rozdali 1 czerwoną kartkę:
- Tico-Tico (89', mecz Mozambik-Malawi)